# Kenzendorf
Die Försterei Kenzendorf ist ein Wohnplatz im Ortsteil Wannefeld der Hansestadt Gardelegen im Altmarkkreis Salzwedel in Sachsen-Anhalt.

## Geografie
Der Wohnplatz liegt im Landschaftsschutzgebiet Gardelegen-Letzlinger Forst im früheren Kenzendorfer Forst an der Milde.

## Geschichte
In einer Urkunde aus dem Jahre 1379 ist überliefert: unum molendinum ante villam Kenzendorp situatam, di Kenzendorpische molne vulgariter nuncupatum. Sinngemäß also eine Mühle, beim Dorfe Kenzendorp gelegen, die Kenzendorpische Mühle genannt. Bereits 1472 heißt es: dat wüste dorp Kentzendorp mit dem watere vischerie. Das Dorf mit Fischerei war demnach unbewohnt. 1573 gab es dann wieder eine zum Amt Kloster Neuendorf gehörende Mühle mit Gut und zwei kleinen Teichen. 1721 hatten die von Alvensleben zu Polvitz auf ihrer Wüstenei Kenzendorf ein Fischerhaus. Auch noch 1779 werden eine wüste Dorfstelle Kenzendorf und die Kenzendorfer Mühle genannt, die dann 1804 Kenzendorfer Wassermühle genannt wurde.
1912 wurde das heutige Forsthaus Kenzendorf von den Gutsbesitzern von Alvensleben zu Polvitz erbaut. Die Ländereien mit dem Forsthaus waren 1945 enteignet worden.
Im Jahre 1986 gehörte das Forsthaus Kenzendorf zum Staatlichen Forstwirtschaftsbetrieb Gardelegen.

### Eingemeindungen
Im 19. Jahrhundert kam der Ort zum Gutsbezirk Polvitz-Kenzendorf, der am 30. September 1928 mit der Landgemeinde Wannefeld vereinigt wurde. So kam das Forsthaus Kenzendorf zu Wannefeld.

## Bevölkerung
| Jahr | Einwohner |
| ---- | --------- |
| 1772 | 10        |
| 1775 | 20        |
| 1790 | 06        |
| 1798 | 05        |

| Jahr | Einwohner                  |
| ---- | -------------------------- |
| 1801 | 4                          |
| 1818 | 9 (Mühle)                  |
| 1840 | 26 (mit Neuemühle)         |
| 1864 | 51 (mit Rittergut Polvitz) |

| Jahr | Einwohner |
| ---- | --------- |
| 1871 | 8         |
| 1885 | 5         |
| 1895 | 4         |
| 1905 | 4         |

Quelle:

## Religion
Die Evangelischen aus Kenzendorf gehörten 1721 zum Kirchspiel Ipse und kamen später zur Kirchengemeinde Polvitz und damit zur Pfarrei Roxförde.

## Gegenwart
Seit 2001 gibt es wieder den traditionellen Kenzendorfer Weihnachtsbaumverkauf, der Ende des 19. Jahrhunderts seinen Anfang hatte und nun vom Forstbetrieb Kenzendorf fortgeführt wird. Seit dem Jahre 2002 findet der Verkauf inklusive Imbissangebot für einen guten Zweck statt. Was nebenbei beim Verkauf von Essen und Trinken eingenommen wird, geht seit 2003 an den Förderverein „Kindertraum“ der Kinderklinik „Albert Schweitzer“ des Kreiskrankenhauses Gardelegen e. V.